# Kiko Femenía
Francisco Femenía dit Kiko, né le 2 février 1991 à Sanet y Negrals (Communauté valencienne, Espagne) est un footballeur espagnol qui évolue au poste de défenseur à Getafe CF.

## Carrière
Issu des rangs des équipes de jeunes de l'Hércules CF, Kiko Femenía a fait ses débuts en équipe première le 15 juin 2008, à tout juste 17 ans, apparaissant dans un match de Segunda División face à Cadix CF, un match nul 1-1 qui a finalement certifié les Andalous "relégation, même s'ils ont protesté contre la mise en service illégale d'un joueur adverse, précisément le jeune.
Durant la saison 2008-09, il est apparu dans un autre match avec l'équipe première, encore une fois dans le dernier tour, tantôt contre UD Salamanca (5-1 victoire à l'extérieur). Dans la suite hors-saison, Kiko a signé son premier contrat professionnel, le parcage d'un lien de cinq ans. Lors de la campagne suivante, encore que 18 ans, il serait beaucoup plus important la première équipe de l'unité, étant le premier suppléant vétéran de Francisco Rufete et apparaissant dans près de 1000 minutes dans la ligue, aidant le retour Alicante à côté de la Liga après une absence de 13 ans.
Le 28 août 2010, Kiko fait ses débuts en première division, en remplacement de Abel Aguilar dans la deuxième moitié du match à domicile contre l'Athletic Bilbao, après seulement quelques minutes sur le terrain cependant, et un couple de mauvaises décisions, il a subi une anxiété attaque, dont il a ensuite complètement récupéré, bien que le basque, il a finalement gagné 1-0. 
Kiko a rejoint le FC Barcelone B, le 6 juillet 2011, pour 2 M € plus 1,5 dans les variables. Il a marqué son premier but officiel pour le club le 4 septembre, ouvrant le score à 4-0 à l'extérieur une victoire contre le FC Cartagena
Kiko Femenía est titularisé par Pep Guardiola le 22 août 2011 lors du Trophée Joan Gamper face à Naples.
N'ayant pas réussi à s'imposer au FC Barcelone B, Kiko Femenía quitte le club le 26 août 2013 et il est recruté par Castilla CF, l'équipe réserve du Real Madrid.
En 2015, il rejoint l'AD Alcorcón.
En été 2015, il signe avec le Deportivo Alavés avec qui il monte en D1 en 2016.
En juillet 2017, il est recruté par Watford FC.
En juillet 2022, il s'engage avec Villarreal FC.

## Palmarès

### Au club
- Deportivo Alavés
  - Segunda División : 2015-2016
  - Copa del Rey : Finaliste en 2017

- Watford
  - Football League Championship : Vice-champion en 2021.